# Banjos banjos
Banjos banjos, unica specie appartenente al genere Banjos e alla famiglia Banjosidae, è un pesce d'acqua salata dell'ordine Perciformes.

## Distribuzione e habitat
Questa specie è diffusa nelle acque tropicali costiere del Pacifico orientale, dal Giappone al Mar della Cina meridionale.

## Descrizione
B. banjos presenta una testa piccola, con bocca rivolta verso l'alto, occhi molto grandi, fronte pronunciata e corpo alto, piuttosto compresso ai fianchi, con profilo trapezoidale: il dorso è molto convesso, il profilo ventrale più rettilineo, il peduncolo caudale è tozzo e muscoloso, con pinna caudale a delta. Le pettorali sono allungate, mentre la dorsale, l'anale e le pinne ventrali sono rette da grossi raggi erettili simili ad aculei.

La livrea vede un colore di fondo rosa grigio con riflessi metallici; testa e pinne sono macchiate di bruno.

Raggiunge una lunghezza massima di 20 cm.

## Alimentazione
Si nutre di piccoli pesci e crostacei.

## Pesca
Nei luoghi d'origine è oggetto di pesca per l'alimentazione umana, tuttavia non ha grande valore commerciale.